# Западен Логон (регион)
Западен Логон (на френски: Logone Occidental) е регион в Чад. Столица е град Мунду. Намира се на територията на бившата префектура със същото име. От ноември 2006 губернатор на региона е Махамат Бешир Шериф.

## Единици
Регионът включва 3 департамента:
| Департамент | Столица  | Под-префектури                            |
| ----------- | -------- | ----------------------------------------- |
| Додже       | Беинамар | Беинамар, Крим Крим, Лаукаси, Тапол       |
| Лак Уеи     | Мунду    | Дели, Мунду                               |
| Нгуркосо    | Бенойе   | Бао, Бебалем, Беладжия, Бенойе, Саар Гоне |

## Население
По данни от 1993 година населението на региона е 455 140 души, над 90% от които принадлежат към етническата група нгамбаи.
По данни от 2009 година населението на региона възлиза на 689 044 души.

## Икономика
Местното население се прехранва чрез земеделие, основното производство е памук.